# زمزريقاوية
الزمزريقاوية (الاسم العلمي: Cercideae) هي قبيلة من النباتات تتبع الفصيلة البقولية من رتبة الفوليات.

## أجناس الزمزريقاوية
- الزمزريقينة
  - الزمزريق
    - الغريفونية